# Dito Nijmegen
Dito Nijmegen is een regionale organisatie in Nijmegen die zich inzet voor de persoonlijke en maatschappelijke emancipatie van lgbtq+ (regenboog-) jongeren.
De organisatie werd in 1984 door Jan Heijmans gestart, kreeg in 1985 de naam Pinkeltje en werd in januari 1986 een stichting. In 2005 veranderde de naam in Dito!. In 2020 is het uitroepteken uit de naam verdwenen.
De doelgroep van de organisatie kent een expliciete leeftijdsbovengrens van 28 jaar, en richt zich zo enkel op jongeren. Dito heeft ongeveer 200 deelnemers waarvan er circa 50 actief zijn als vrijwilliger.
Activiteiten zijn onder andere borrels, lunches, spelletjesavonden, introductiegroepen, roze introductie, kerstdiner, feesten (MilQ), Roze Week, thema avonden enz., introductie/begeleiding en het verschaffen van informatie. In het kader van de voorlichting ten aanzien van scholieren en seksualiteit werkt de GGD in Gelderland-Zuid ook samen met Dito
In 2006 richtte Dito samen met Villa Lila de stichting Gay Festival Nijmegen op om daarmee het voortbestaan van het Roze Meifeest te verzekeren, de organisatie van Roze Woensdag te coördineren en Nijmegen als tweede homostad van Nederland op de kaart te zetten.